# Fatoumata Nafo-Traoré
Pour les articles homonymes, voir Traoré.
Fatoumata Nafo-Traoré, née en 1958, est une femme médecin malienne. Elle a notamment été ministre de la Santé de 2000 à 2002 et ministre du Développement social, de la Solidarité et des Personnes âgées en 2002.

## Biographie
Fatoumata Nafo-Traoré obtient en 1984 un doctorat d'État en médecine à l'École Nationale de Médecine et de Pharmacie de Bamako, une licence spéciale en santé publique, option santé familiale et une spécialisation en épidémiologie à l'École de santé publique de l'université libre de Bruxelles, respectivement en 1990 et 1991 et un certificat d'économie et de gestion des programmes de santé à l'université de Boston en 1993.
Elle est ministre de la Santé du 21 février 2000 au 16 octobre 2002 et ministre du Développement social, de la Solidarité et des Personnes âgées d'avril à juin 2002.
Elle est directrice du Département chargé de la lutte contre le paludisme de 2004 à 2005 et représentante de l'Organisation mondiale de la santé au Congo de février 2006 à décembre 2007, et en Éthiopie de 2007 à 2012. Elle est la directrice exécutive du Programme mondial de lutte contre le paludisme depuis juin 2012.